# 国立病院機構熊本医療センター附属看護学校

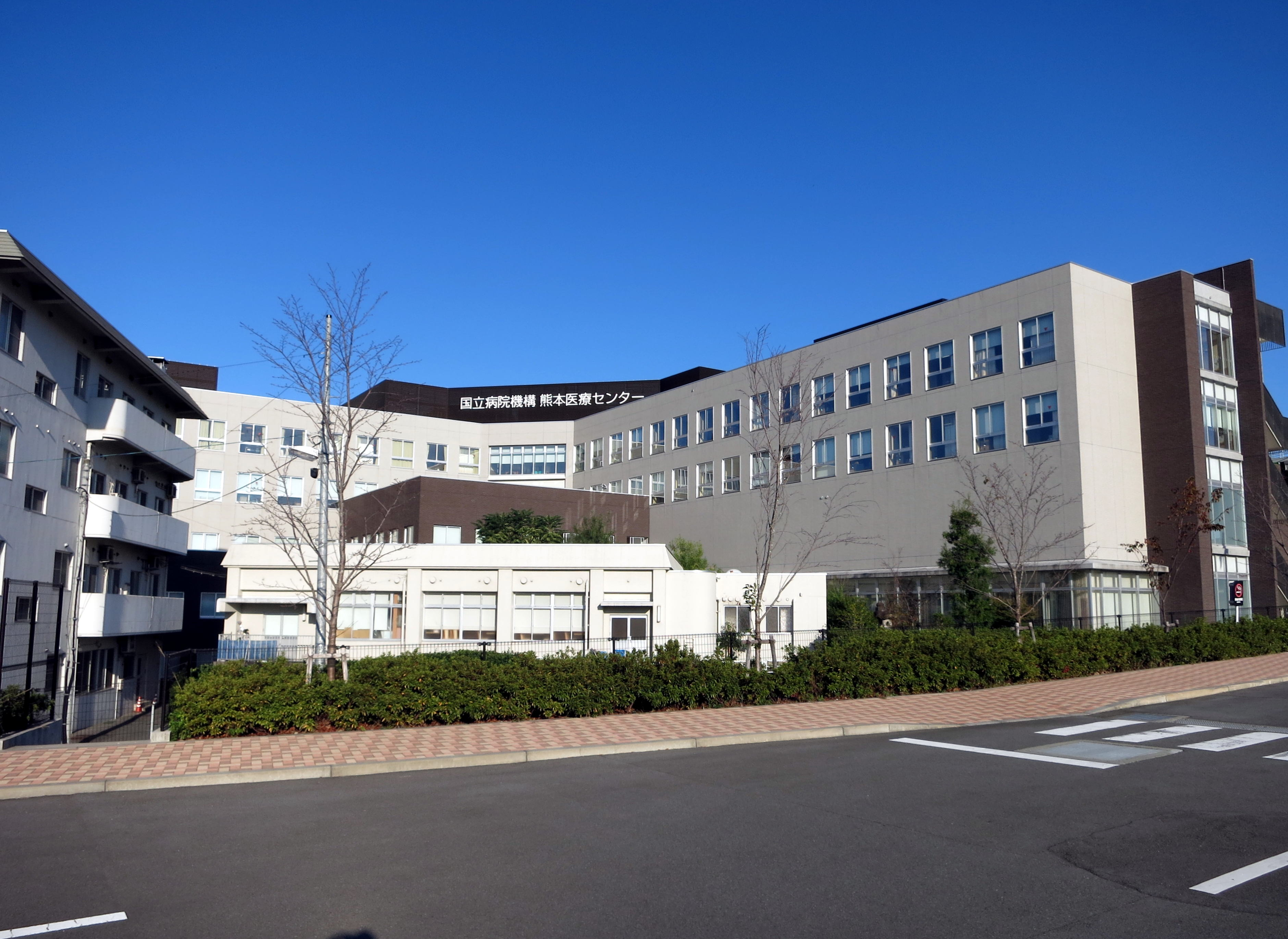
熊本医療センター

国立病院機構熊本医療センター附属看護学校（こくりつびょういんきこうくまもといりょうセンターふぞくかんごがっこう）とは、熊本県熊本市中央区にある独立行政法人国立病院機構が運営する看護学校。母体病院の熊本医療センターと同一敷地内に位置する。同機構九州グループに属する。

## 沿革
- 1944年（昭和19年） - 熊本陸軍病院附属看護婦養成所として発足。
- 1945年（昭和20年）4月 - 国立熊本病院附属看護婦養成所となる。
- 1948年（昭和23年）4月 - 国立熊本病院附属高等看護学院と改称。
- 1975年（昭和50年）4月 - 国立熊本病院附属看護学校と改称。
- 1996年 (平成08年)9月 - 創立50周年記念式典挙行。
- 2002年（平成14年）3月 - 保健師助産師看護師法の施行（旧保健婦助産婦看護婦法）により男女ともに「看護師」という名称に統一。
- 2004年（平成16年）4月 - 国立病院機構熊本医療センター附属看護学校に名称変更。

## 学科
- 看護専門課程 看護学科（3年課程）[1]

## 卒業後の資格
- 専門士（医療専門課程）称号[2]
- 看護師国家試験の受験資格
- 保健師・助産師養成学校 受験資格
- 大学教育学部養護教諭特別別科 受験資格
- 大学編入学資格